# 鳥羽至英
鳥羽 至英（とば よしひで、1946年6月23日 - ）は、日本の会計学者。早稲田大学名誉教授。国際教養大学客員教授。
東京都練馬区生まれ。1965年早稲田高等学校卒業。1969年早稲田大学政治経済学部卒業。1976年早稲田大学大学院商学研究科博士課程修了、「監査証拠論の研究」で商学博士の学位を取得。1976年東京都立商科短期大学専任講師、1978年専修大学商学部専任講師、1979年助教授、1984年教授、2005年早稲田大学商学部教授となる。2017年定年となり、名誉教授。

## 著書
- 『監査証拠論』国元書房 1983
- 『監査基準の基礎』白桃書房 1992
- 『財務諸表監査の基礎理論』国元書房 2000
- 『内部統制の理論と制度 執行・監督・監査の視点から』国元書房 2005
- 『財務諸表監査理論と制度 基礎篇』国元書房 2009
- 『財務諸表監査理論と制度 発展篇』国元書房 2009
- 『ノート財務諸表監査における懐疑』国元書房 早稲田大学会計研究所・会計研究叢書 2017
- 『世界の監査史　監査学を模索して』国元書房　2024

### 共編著
- 『監査の理論的考え方 新しい学問「監査学」を志向して』秋月信二共著 森山書店 2001
- 『公認会計士の外見的独立性の測定 その理論的枠組みと実証研究』川北博共著 白桃書房 2001
- 『体系現代会計学 第7巻会計監査と企業統治』千代田邦夫共責任編集 中央経済社 2011
- 『財務諸表監査』秋月信二,永見尊,福川裕徳共著 国元書房 2015
- 『監査を今、再び、考える』秋月信二共著 国元書房 2018

### 翻訳
- アメリカ会計学会編『基礎的監査概念』国元書房 1982
- コーエン委員会『財務諸表監査の基本的枠組み 見直しと勧告』白桃書房 1990
- アメリカ公認会計士協会『財務諸表監査と実態監査の融合 内部会計統制・経営者報告書・監査委員会 結論と勧告』白桃書房 1991
- 不正な財務報告全米委員会『不正な財務報告 結論と勧告』八田進二共訳 白桃書房 1991
- トレッドウェイ委員会組織委員会『内部統制の統合的枠組み』高田敏文,八田進二共訳 白桃書房 1996
- アメリカ公認会計士協会『会計原則と監査基準の設定主体』橋本尚共訳 白桃書房 1997
- SEC「会計連続通牒」 1-4 村山徳五郎共責任編集 八田進二,前山政之,永見尊共訳 中央経済社 1998-2004
- ティモシー・B.ベル, マーク・E.ピーチャー,アイラ・ソロモン『21世紀の公開会社監査 KPMG監査手法の概念的枠組み』秋月信二,福川裕徳共訳 国元書房 2010